# هدیه (فیلم ۱۹۶۶)
هدیه (انگلیسی: Gift) فیلمی دانمارکی است که در سال ۱۹۶۶ منتشر شد.
از بازیگران آن می‌توان به پل رایشهارت و جودی گرینگر اشاره کرد.